# Cascina Gobba (métro de Milan)
Cascina Gobba est une station de la ligne 2 du métro de Milan, située via Padova à Milan.